# يوري كوشياما
يوري كوشياما (بالإنجليزية: Yuri Kochiyama)‏ (河内 山 百合 子 كوشياما يوريكو، 19 مايو 1921 - 1 يونيو 2014) ناشطة أمريكية، تأثرت باعتقال عائلتها اليابانية الأمريكية وارتباطها بمالكوم إكس ، حيث دافعت عن العديد من القضايا، بما في ذلك الانفصال الأسود، والحركة المناهضة للحرب، والثورة الماوية، والتعويضات عن المعتقلين الأمريكيين من أصول يابانية، وحقوق الأشخاص الذين سجنتهم الحكومة الأمريكية. للجرائم العنيفة التي اعتبرت أنها «سجناء سياسيين». في 19 أيار 2016 ، والذي كان من المفترض أن يكون عيد ميلادها الخامس والتسعين، ظهرت في ألبوم جوجل دودل من غوغل ، مما أثار جدلاً حول تصريحاتها السابقة التي تعرب عن إعجابها بشخصيات مثل أسامة بن لادن.

## نشاتها
ولد يوري كوشياما في عام 1921 في مدينة سان بيدرو، بولاية كاليفورنيا، في حي صغير من الطبقة العاملة. عندما تم قصف بيرل هاربور، أخذت حياة عائلة يوري منعطفاً نحو الأسوأ. تم اعتقال والدها، وهو مهاجر ياباني من الجيل الأول، من قبل مكتب التحقيقات الفيدرالي. عندما وقع الرئيس فرانكلين روزفلت الأمر التنفيذي رقم 9066 الذي يأمر بإبعاد الأشخاص المنحدرين من أصل ياباني من «المناطق الإستراتيجية» ، تم إرسال يوري وعائلتها إلى معسكر اعتقال في جيروم، أركنساس . وبسبب هذه الأحداث، بدأ يوري بمشاهدة أوجه الشبه بين معاملة الأمريكيين الأفارقة في جيم كرو ساوث وبين احتجاز الأمريكيين اليابانيين في معسكرات الاعتقال النائية خلال الحرب العالمية الثانية . وقررت بعد ذلك تكريس حياتها للنضال ضد الظلم العنصري.

## نشاطها
في عام 1946 ، تزوج يوري من بيل كوشياما، المخضرم في فوج 442. انتقل الزوجان إلى مدينة نيويورك، نيويورك حيث ازدهر نشاطها السياسي. كان لديهم فتاتين وأربعة أولاد. سيشارك معظمهم بنشاط في صراعات التحرير السوداء، والحركة المناهضة للحرب، والحركة الآسيوية-الأمريكية. في عام 1960 انتقلت العائلة إلى مشروع إسكان منخفض الدخل في هارلم. دعت يوري وعائلتها العديد من نشطاء الحقوق المدنية، مثل «راكبي الحرية» ، إلى تجمعاتهم المنزلية. كما أصبحوا أعضاء في لجنة هارلم للوالدين، وهي منظمة على مستوى القاعدة الشعبية تقاتل من أجل شوارع أكثر أمانا وتعليم متكامل . في عام 1963 ، التقى يوري بمالكولم إكس وقاموا بتنمية الصداقة التي من شأنها التأثير بقوة على مسيرة يوري السياسية. كان يوري يستمع لخطاب مالكولم عندما اغتيل بينما كان يتحدث إلى أعضاء منظمة الوحدة الأفريقية-الأمريكية. أدى اهتمام يوري الشديد بالمساواة والعدالة إلى العمل من أجل السجناء السياسيين في الولايات المتحدة وأجزاء أخرى من العالم في سنواتها الأخيرة. تم ترشيح يوري لجائزة نوبل للسلام في عام 2005 بسبب نضالها الدؤوب ضد الإمبريالية والعنصرية.

## وفاتها
توفي يوري كوشياما في 1 يونيو 2014 في بيركلي، كاليفورنيا. في عمر 93 عام.

## روابط خارجية
- National Women's History Project article about Kochiyama
- Documentary in production about Yuri Kochiayama's Crusaders